# Placca Explorer

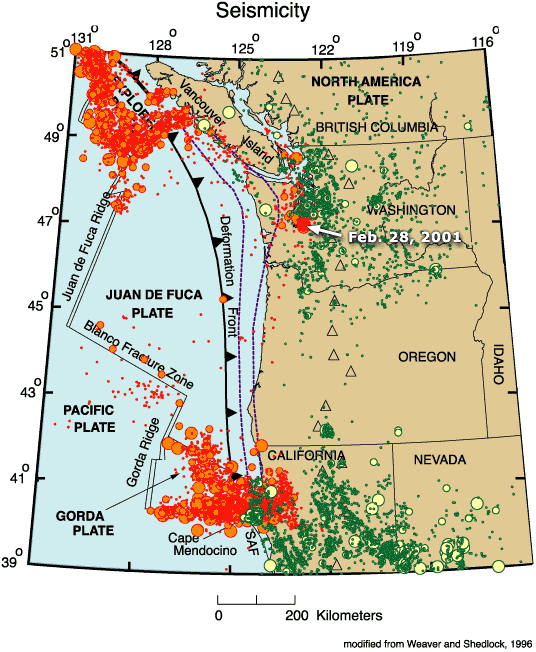
La placca Explorer (in alto a sinistra), di Gorda e di Juan de Fuca.

La placca Explorer è una delle placche in cui è suddivisa la crosta terrestre; si trova nella parte nordorientale dell'oceano Pacifico, localizzata nella zona di subduzione della Cascadia.
Si tratta di una placca relativamente piccola, compresa fra la placca pacifica e quella nordamericana. I suoi limiti geologici sono:
- a nordest, un margine convergente segna l'area nella quale la placca Explorer subduce sotto la placca nordamericana;
- a sudovest, il margine trasforme chiamato zona di frattura di Sovanco segna il confine con la placca pacifica;
- a nordovest, un margine divergente (o costruttivo), marcato dalla piccola dorsale Explorer, delimita il confine ancora con la placca pacifica;
- a sudest, un altro margine trasforme (faglia di Nootka) la separa dalla placca Juan de Fuca.

La placca Explorer è uno dei resti dell'antica placca Farallon, che andò in subduzione sotto la placca nordamericana durante il periodo Giurassico.